# Daniel Palmqvist
Daniel Palmqvist ist ein schwedischer Musiker und Gitarrist der Band The Murder of My Sweet.

## Leben
Palmqvist lernte im Alter von 10 Jahren Akustikgitarre zu spielen. Inspiriert von Johnny Ohlin (u. a. Nation, Dionysus) lernte er zwei Jahre später auch die E-Gitarre zu spielen. Nachdem er in mehreren Bands gespielt und mehrere Schulen in Uppsala und Stockholm besucht hatte, spielte er mit der Band Scudiero eine CD ein. Später lernte er in Los Angeles am Music Institute in Hollywood. Während dieser Zeit spielte er in mehreren amerikanischen Rock- und Metal-Bands. Zurück in Schweden, schloss er seinen Bachelor in Musik ab. Er war Gastgitarrist bei Novak’s Debütalbum Forever Endeavoir, das 2004 veröffentlicht wurde.

## Karriere
Inspiriert von der Metal-Musik begann Palmqvist 2006 mit A Landscape Made From Dreams sein erstes Soloalbum zu produzieren. Er ist Mitglied der Band Orange Crush, Crash The System und Live-Mitglied der Band Pay 2 Play. 2007 wurde er Gitarrist der Band The Murder of My Sweet.

## Diskographie

### Soloalbum
- 2006: A Landscape Made From Dreams (Lion Music)

### The Murder of My Sweet
- 2009: Bleed Me Dry (Single)
- 2010: Divanity (Frontiers Records)

### Crash The System
- 2009: The Crawning (Frontiers Records)